# Srbi u Hrvatskoj
Srbi su južnoslavenski narod koji čini najveću nacionalnu i etničku manjinu u Republici Hrvatskoj. Po popisu stanovništva iz 2021. godine ima ih 123 892 i čine 3,2 % stanovništva Hrvatske. Na popisu iz 2011. godine bilo ih je 186 633 i činili su 4,4 % stanovništva Hrvatske. Na popisu iz 2001. godine bilo ih je 201 631 i činili su 4,5 % stanovništva Hrvatske. Njihov broj je bio znatno veći 1991. godine, prije Domovinskoga rata, kada ih je bilo 581 663 i kada su činili 12,2 % stanovništva.
Nakon više stoljeća mirnoga suživota bez većih sukoba s većinskim Hrvatima, tijekom 20. stoljeća su između Hrvata i Srba nastale znatne napetosti, nakon propasti Austro-Ugarske, te kasnijih uzastopnih velikih geopolitičkih nestabilnosti u Europi tijekom 20. stoljeća (izbijanje Prvoga svjetskog rata i potom propast nekoliko velikih imperija na njegovom kraju; početak Drugoga svjetskog rata 1940.-ih; raspad Istočnog bloka početkom 1990.- ih godina). Hrvati općenito nisu bili zadovoljni položajem svoje nacije u okviru Kraljevine Jugoslavije, kao ni poslije u okviru SFRJ, dok su Srbi u Hrvatskoj pokazivali dosta entuzijazma za situaciju u kojoj su se nalazili u državnoj zajednici što je obuhvaćala i njihove sunarodnjake u Srbiji i Bosni i Hercegovini. Srbi su našli izrazito pogođenima nastankom Nezavisne Države Hrvatske za vrijeme II. svjetskoga rata, a potom je među njima bili vrlo rašireno i nezadovoljsvo ostvarivanjem samostalnosti Republike Hrvatske u vrijeme raspada SFRJ početkom 1990-ih godina. Hrvatsko - srpske napetosti su u ratnim okolnostima  eskalirale do ozbiljnih ratnih sukoba i velikih ljudskih i materijalnih žrtava.
Osobito kao posljedica ratnih događaja u svezi s osamostaljenjem Republike Hrvatske, smanjen je udio Srba u stanovništvu Hrvatske, makar u tomu ratu nije broj poginulih Srba bio izrazito velik, već naprotiv manji nego li u I. i u II. svjetskom ratu. Vlasti pobunjeničke tzv. Republike Srpske Krajine formirane na dijelu područja Hrvatske - iz kojega su za vrijeme Domovinskog rata protjerani praktično svi ne-Srbi - su 1995. godine za vrijeme Operacije Oluja bile provele organiziranu evakuaciju cjelokupnoga srpskoga pučanstva. Mnogi od evakuiranih se potom nisu vratili. Tijekom rata Srbi su u samoproglašenoj RSK bili izloženi snažnoj propagandi, te su praktično jednoglasno podržavali sve odluke i aktivnosti vlasti RSK; a kada su ih one pozvale na evakuaciju, najvećim dijelom su se odazvali - dijelom i stoga što su doista povjerovali propagandi da će ih Hrvati pobiti. Oni Srbi koji su se potom odlučili vratiti, prihvaćeni su kao građani Republike Hrvatske, nisu bili izloženi nekim osvetama i kaznama (izuzev stanovitog broja ratnih zločinaca), a za one čije je imovina bila oštećena, bile su osigurane naknade štete i obnove kuća.

## Demografska povijest Srba u Hrvatskoj
Srbi u Hrvatskoj u određenoj mjeri potječu iz zajednica Vlaha, koji su se kao selilačko stanovništvo sa svojim stadima doseljavali s balkanskih područja u hrvatske zemlje demografski opustošene stoljetnim Hrvatsko-osmanskim ratovima; kao pravoslavci koji su se našli obuhvaćeni Srpskom pravoslavnom crkvom, ti su Vlasi s vremenom uglavnom prigrlili srpski nacionalni identitet - s većim izuzetkom onih Vlaha koji su se našli obuhvaćeni Grkokatoličkom crkvom u Hrvatskoj. Pećka patrijaršija, a kasnije i Karlovačka mitropolija srbizirali su dijelove balkanskih pravoslavaca, poput Bugara, Vlaha, Albanaca, Rumunja i značajnog broja Hrvata katolika.
Valja opaziti da je osim ovih kasnije doseljenih balkanskih Vlaha postojale ranije relativno slične zajednica Vlaha odprije nastanjenih u hrvatskim područjima, tako na području Dalmacije, Like i na južnoj velebitskoj padini. Ti su Vlasi bili rimokatolici, a s vremenom ih se etnografski ih nije moglo razlučiti od Hrvata jer su bili vrlo rano kroatizirani i snažno su se integrirali u hrvatsko društvo.
Odranije naseljenim Vlasima, pridružio se u organiziranim migracijama 1691. i 1738. godine i značajan broj Srba iz Srbije, koji su se naselili u prvom redu na području Slavonije.

### Doseljavanje na poticaj Osmanskog Carstva
Balkanski su se Vlasi doselili u Hrvatsku u istim migracijskim valovima kojim su došli na područje današnje BiH. Tako se već 1530. spominje veći broj Vlaha u nekim mjestima u središnjoj Hrvatskoj, kao što su Unac i Srb. Ti migracijski valovi nisu bili spontani i nekontrolirani, nego je bila uvijek riječ o "strogo usmjerenoj turskoj kolonizaciji ili planskoj turskoj politici, koja kolonizacijom stočarskog vlaškog stanovništva nastoji odmah popuniti osvojene krajeve iz gospodarskih i strateških razloga." Osmansko Carstvo nije slučajno koristilo Vlahe u te svrhe, jer su bili "nesjedilački, pokretljiv svijet' ", i kao takvi su imali osobitu ulogu u osvajanju novih prostora i u njegovu naseljavanju.
U to vrijeme pojmovi Srba i Vlaha nisu bili istovjetni; zapravo su središnje osmanske vlasti nastojale sprječavati pokušaje Srba i Hrvata da pristupaju u donekle povlaštenu vlašku zajednicu. Slično su još ranije, u doba srednjovjekovne srbijanske države, srpski vladari zabranjivali brakove između Srba i Vlaha. Iz dokumenata od 13. do 15. stoljeća vidljivo je da Srbi Vlahe, potomke starosjedilaca, doživljaju kao „druge“, različite od sebe.
Izvorište odakle su došli balkanski Vlasi bilo je područje balkanskih planina i balkansko-bizantske civilizacije, odakle su selili prema zapadu, a najčešće su išli trima velikim pravcima. Prvi migracijski pravac je "išao sjevernom padinom Dinarida, poglavito iz hercegovačkog sandžaka preko velikih krških polja: Livanjskog i Glamočkog"; drugi migracijski pravac je vodio preko "Banjaluke, Ključa i Petrovca u Pounje", a treći migracijski pravac je išao "iz Hercegovine dolinom rijeke Drine i Bosne u Srijem i Slavoniju", gdje su osmanske vlasti osnovale sandžak i Pakrački sandžak. Kolonizacija Vlaha za vrijeme osmanske vlasti je trajala do sredine 16. stoljeća.

### Opadanje snage Osmanskog Carstva krajem 16. stoljeća, Mlečani i Habsburzi, doseljavanje nakon pada habsburške Kraljevine Srbije (1718. – 1739.),
Na Bečkoj konferenciji 1577. se odlučilo ojačati hrvatsko ratište uspostavom uredno opskrbljene i plaćene Vojne krajine, a uslijedile su pobjeda u Bitci kod Siska 1593. i sklapanje Žitvanskog mira 1606. Postalo je očitim opadanje vojne i gospodarske moći Osmanskog Carstva, te da se za one na turskoj strani "doista primiče kraj pljačkama i obilnu plijenu što su ga više od stotinu godina nemilosrdno uzimali s ove strane hrvatske obrambene linije". Na poziv austrijske strane, dio Vlaha prelazi k novim gospodarima, koji im nude sličan (donekle, u odnosu na široke slojeve zemljoradničkog stanovništva) povlašteni status kakvoga su do tada uživali na turskoj strani. Vlasti iz Beča Vlasima dijele "opustjelu zemlju hrvatskoga plemstva i svećenstva vežući doseljene Vlahe različitim povlasticama uz krajiške generale i Dvorsko ratno vijeće u Grazu". Time je nakon turske, došao val austrijske kolonizacije Vlaha u Hrvatsku koja je trajala u 16. i 17. stoljeću.
Slično je na području Dalmacije postupala mletačka vlast: s područja u Bosni koja su ostala pod vlašću Osmanlija doseljavala su se na područja pod kršćanskom vlašću kako katolici, tako i pravoslavci.
Prvi balkanski Vlasi koji dolaze na slobodni teritorij, pod kršćanskom vlašću, su bili oni koji su u 16. st. došli iz Hercegovačkog sandžaka na područje današnje Dalmacije i Like. To je bilo dijelom mletačke kolonizacije balkanskih Vlaha.
Hrvatski sabor je pokušao 1629. riješiti balkanskovlaško pitanje posebnim zakonom kojim bi ih se stavilo u okvire Hrvatskog Kraljevstva, no balkanski Vlasi su se izravno nagodili s Habsburzima izborivši Vlaške statute.
Početkom 18. stoljeća je veliki dio Srbije došao u sastav Kraljevine Srbije (1718. – 1739.) pod Habsburškom vlašću, da bi austrijske vlasti nakon napuštanja toga područja organizirale evakuaciju znatnog dijela stanovništva toga područja na teritorij današnje Vojvodine i u Hrvatsku. Dolazak znatnog broja etničkih Srba s pravoslavnim klerom u velikoj je mjeri smanjio utjecaj grkokatolištva u Hrvatskoj, te pospješio identifikaciju pravoslavnih Vlaha sa srpstvom - kakav je bio slučaj i u drugim područjima pod jurisdikcijom Srpske pravoslavne crkve.
Kad je mletačku vlast u južnim hrvatskim krajevima zamijenila austrijska pa 1805. Napoleonova, došlo je do promjene crkvene organizacije. Onaj dio kršćanskih vjernika grčkog obreda koji su dotad djelovali pod krovom rimokatoličke Crkve izuzeti su od njene nadležnosti odlukom francuskih vlasti. Iste su dale utemeljiti dalmatinsku biskupiju vjernika grčkog obreda, utemeljili su konsistoriju i bogosloviju. Napoleon je za episkopa (biskupa) odredio Benedikta Kraljevića koji je prije bio metropolit dabrobosanski. Nosio je naslov biskupa "Dalmacije i Boke Kotorske". Odlaskom francuskih vlasti 1813. i dolaskom austrijskih nije se promijenila nova crkvena organizacija.

### Habsburška Monarhija i Austro-Ugarska
Izgradnja srpskog identiteta u Vlaha na području Hrvatske počela je u 18. st. pod utjecajem Srpske pravoslavne Crkve; ponajviše djelovanjem domaćih pravoslavnih svećenika Karlovačke mitropolije koji su se školovali u manastirima izvan Hrvatske (Ugarska) pod vodstvom svećenika SPC koji su u južnougarske krajeve došli velikim seobama Srba 1690. i 1737. 1695. je srpski patrijarh Arsenije III. Čarnojević organizirao crkvenu hijerarhiju Srpske pravoslavne Crkve u Hrvatskoj, čime je zahvatio i pravoslavne Vlahe. Pri tome je dio (Vojna krajina) podredio Gornjokarlovačkoj eparhiji (biskupiji), a drugi dio (Varaždinski generalat i civilnu Hrvatsku) 1705. je podredio Pakračkoj eparhiji.
Srbiziranje Vlaha u južnoj Hrvatskoj je bilo posljedicom što su se pravoslavni Vlasi iz južnih hrvatskih krajeva pod mletačkom upravom hijerarhijski povezali sa Srpskom pravoslavnom Crkvom u sjevernoj Hrvatskoj, što je pojačalo obrednu i crkvenu povezanost Vlaha s tim iz Srbije doseljenim Srbima.
Hrvatsko plemstvo okupljeno u Hrvatskom saboru i katolička crkvena hijerarhija su ohrabrivali pristupanje Vlaha u grkokatolištvo, što je u većini područja prilično grubo prekinuto najprije krajem 17. stoljeću znatnim doseljavanjem Srba iz Srbije 1691. godine na poziv austrijskih vlasti, a potom definitivno u 18. stoljeću, nakon velike seobe Srba s područja bivše Kraljevine Srbije (1718. – 1739.), kada su brojne grkokatoličke župe i druge ustanove silom preuzete od strane srpskog pravoslavnog klera - čije je djelovanje tada i poslije ostalo pod zaštitom središnjih austrijskih vlasti.
U 19. stoljeću - kada diljem Europe na podlozi stoljećima starih etničkih pripadnosti sazrijevaju moderne nacije - i razvitak srpske nacionalne svijesti u pravoslavaca na području Hrvatske i Mađarske dobiva novi zamah. 1835. Božidar Petranović u Zadru počinje tiskanje Srbsko-dalmatinskog magazina. Sljedećih trideset godina Srbi i Hrvati zajedno surađuju u narodnjačkom pokretu, protiv autonomaškog, talijanaškog, a neutralnim narodnim imenom izbjegava se slabljenje pokreta.
Josif Rajačić koji je od 1828. godine episkop dalmatinski, da bi potom posao episkopom u Vršcu i potom mitropolitom u Srijemskim Karlovcima, okuplja tijekom revolucionarnih gibanja 1848. godine Majsku skupštinu Srba u Srijemskim Karlovcima 1848. godine, na kojoj su se okupili predstavnici srba iz Hrvatske, Mađarske i Kneževine Srbije. Osim što je tu bila uspostavljena kratkotrajna Srpska Vojvodina, sam je rajačić tu bio proglašen za srpskog patrijarha, započevši postupak odvajanja srpskih pravoslavaca od (grčkog) Ekumenskog patrijarhata u Carigradu. Makar su habsburške vlasti održale dio pravoslavaca u Hrvatskoj pod ingerencijama pravoslavnih metropolije u Erdelju (osnovana 1876.) i Bukovini (osnovana 1873.), pravoslavni kler se uglavnom obrazovao u srpskom duhu, a takva je bila i vjerska poduka i tiskovine.

Tijekom 19. stoljeća bilo je na nekim mjestima prelazaka pojedinih pravoslavnih svećenika u grkokatolištvo, i u takvim slučajevima bi redovno stanoviti broj vjernika za njima napustio pravoslavlje. Takvi pokušaji međutim nisu ostavili dubljeg traga, jer je hijerarhija Srpske pravoslavne crkve uspijevala s vremenom privući te vjernike natrag u pravoslavlje, a posljedično i u srpstvo.
| Petar Preradović ↓6, preporodni pjesnik i rodoljub |  | Petar Preradović ↓6, preporodni pjesnik i rodoljub                                        |
| Petar Preradović ↓6, preporodni pjesnik i rodoljub |  | Ognjeslav Utješinović Ostrožinski, političar i književnik, desna ruka bana Jelačića 1848. |

U drugoj polovini 19. stoljeće srpsku nacionalnu ideju prigrlili su i neki katolički intelektualci, zamjetnije jedino u Dubrovniku; ti su bili "Srbi katolici". Taj nadobudni pokušaj je bio vezan uz naivne predodžbe o srpstvu toga doba i njegovoj blistavoj budućnosti, ali nije pridobio nikakvu širu podršku i nije potrajao više od jednog naraštaja. U velikoj mjeri je bila riječ o dijelu aktivnosti vlasti Kneževine Srbije, koja je još uvijek imala status autonomne kneževine u okviru Osmanskog Carstva. Ona je iznjedrila Garašaninovo Načertanije iz 1844. god. i započela tajne operacije radi širenja propagande koja je imala za cilj pripremu za ostvarenje projekta Velike Srbije na razvalinama koje će ostati nakon očekivanog raspada Osmanskog Carstva, a možda i Austrijskog Carstva (današnja Srbija doista i obuhvaća dijelove obje te bivše države, makar znatno manje od raznih maksimalističkih ciljeva). Od područja današnje Hrvatske, konspirativno provođeni velikosrpski projekti su osobito bili usmjereni na one dijelove Trojedine Kraljevine Hrvatske, Slavonije i Dalmacije koji nisu bile pod upravljanjem Hrvatskog sabora i vlade u Zagrebu, nego se njima upravljalo izravno iz Beča: Vojnu krajinu i Dalmaciju. Kao osobito prodorni agenti na provođenju prosrbijanske propagande iskazali su se dubrovački paroh Đorđe Nikolajević i prvak Narodne stranke Stefan Mitrov Ljubiša Takve megalomanske ideje širenja imale su u to doba pandane u novim kršćanskim elitama također i u drugim pravoslavnim državama na jugoistoku Europe: Grci su željeli obnoviti Bizantsko Carstvo, Bugari Bugarsko Carstvo iz doba cara Simeona, a Srbi Srpsko Carstvo iz doba cara Dušana.
Veliki dio prosrbijanske propagande se sastojao u učvršćivanju veze pravoslavlja i srpstva. Nešto manje uspješno je bilo nastojanje da se na jezičnom polju izjednači korištenje štokavskog narječja s pripadnošću srpstvu. Ironično je da je ovu ideju "svi su štokavci Srbi" bili osmislili njemački slavisti, a od 1850.-ih promicale austrijske vlasti - u sklopu svojih ideja da Austrijskoj Carevini priključe oveća slavenska podrtučja kojima je vladala Turska. Kasnije je upravo srpska težnja za vlastitom državom, i to po mogućnosti što većom, postala teškim problemom austrijske geopolitike. I paktiranje mađarskih elita iz vremena Khuena Hedervariya i iz kasnijeg razdoblja sa srpskim jezičnim i drugim nacionalnim politikama (sa svrhom obuzdavanja za Mađarsku relativno bezopasnih hrvatskih težnji, poticale su mađarske politike zasebne srpske interese, a kod Hrvata se naprotiv propagiralo kako Bunjevci i Šokci uopće nisu Hrvati) je naposljetku, na kraju I. svjetskog rata, pridonijelo onome što Mađari do danas složno zovu "Trianonskom katastrofom".
Nakon hrvatskog oduševljenja austro-ugarskim zaposjedanjem BiH 1878. godine - u kojem su sudjelovali brojni hrvatski vojnici, pretrpjevši značajne gubitke - i traženja sjedinjenja BiH s Hrvatskom i Slavonijom, lom je bio neminovan. Srbija, koja je iste 1878. godine međunarodno priznata kao neovisna država, traži da se Bosna i Hercegovina pripoje Srbiji. Oprečne nacionalne težnje dovode i do lošijih odnosa na terenu. Tako 1879. Srbi u Bukovici glasuju za talijanaškog kandidata Autonomaške stranke umjesto za Mihovila Klaića, usprotivivši se programu narodnjaka za sjedinjenje s Hrvatskom. Taj događaj su narodnjaci prozvali bukovičkim izdajstvom. Ubrzo se osnivaju odvojene hrvatske i srpske stranke, a hrvatske stranke imaju većinu u Dalmatinskom saboru. Srpske stranke u Dalmaciji od toga doba surađuju s talijanaškima, i nadalje se zalažući za izravnu upravu Beča u Dalmaciji, tj. protiv ujedinjenja s Trojedinom Kraljevinom Hrvatskom, Slavonijom i Dalmacijom.
Za vrijeme bana Mažuranića (1873. – 1880.) ukida se srpska prosvjetna autonomija pod okriljem SPC u sklopu obrazovnih reformi i liberalnih nastojanja; unatoč tumačenju tog poteza kao protusrpskog, u Mažuranićevom kabinetu neke od najvažnijih položaja držali su hrvatski Srbi: podban je bio Jovan Živković, ravnatelj Stola sedmorice Livije Radivojević, a Nikola Krestić je bio predsjednik Hrvatskog sabora.
Tijekom svog dugogodišnjeg banovanja (1883. – 1903.), obilježenog političkim nasiljem i agresivnom mađarizacijom, ban Hedervary je poticao međustranačke sukobe i sukobe hrvatskog i srpskog građanstva. Nametnuo je ćirilicu u gimnazije te ju izjednačio s latinicom (nije se korištenje ćirilica stoga bilo osobito ukorijenilo u Hrvatskoj - ni kod Hrvata, ni kod Srba), a dopustio je i korištenje srpskih zastava. Promijenio je službeno ime jezika iz "hrvatski" u "hrvatsko-srpski". Za predsjednika sabora postavio je Srbina Vasu Đurđevića. 1884. izglasani su tzv. Srpski zakoni, upotpunjeni 1887., kojima pravoslavna crkva na području Hrvatske dobiva pravo na samostalno školstvo.
Srbi u Hrvatskoj krajem 19. stoljeća inicijativama Vladimira Matijevića stvaraju niz institucija kao što su Srpska banka, Savez srpskih zemljoradničkih zadruga i Srpsko privredno društvo "Privrednik".
Aktivnostima koje su poniknule među Srbima u samoj Hrvatskoj, pridružuju se one organizirane i financirane iz Srbije: sukladno planovima teritorijalnog širenja Srbije prema jugu i zapadu, te su aktivnosti bile protuaustrijske i protuhrvatske, a koordinirane su potajice. Velikosrpske je agente čekalo puno posla na početku ovog projekta. Srpski list "Srbobran" - kojega financira Srbijanska vlada, i u kojemu pišu neki novinari iz Beograda - u članku Naša prva desetgodišnjica iz listopada 1894. godine opisao je buđenje hrvatske nacionalne svijesti kod pravoslavnih, težnje ka zapadnim vrijednostima i o neindoktriniranosti svećenstva srpstvom: "U srpskoj crkvi zatekosmo tada mnogo sveštenika, koji ne znadoše ni ko bješe sv. Sava a kamo li da su htjeli biti Savinijem apostolima, da njegove amanete: pravoslavnu vjeru i narodnost srpsku čuvaju i u njima pastvu svoju krijepe! Ta među njima zatekosmo čak neke da su "pravoslavni Hrvati" koji sa amvon srpskog prosvjetitelja Save hrvatsku misao propovijedahu, a latinica im bješe milija od ćirilice."

Tinjajući hrvatsko-srpski sukob je kulminirao 10. kolovoza 1902., kada je, nakon godina izazovnog pisanja u svrhu potpirivanja razmirica između Srba i Hrvata,  zagrebački časopis Srbobran (koji je financirala srbijanska radikalska vlada), prenio je tekst iz jednog beogradskog lista pod nazivom Do istrage vaše ili naše, u kojem se nijekalo postojanje hrvatske nacije i prognozirao rezultat sukoba Hrvata i Srba, pozivajući na uništenje: 
 Razjarene mase kojima se pridružila većina odraslih muškaraca u gradu - te mase nisu bile pokrenute nekom osobitom organizacijom, nego naprosto iziritirane ekstremno uvredljivim pisanjem "Srbobrana" - palile su u Zagrebu srpske zastave i razbijale srpske institucije, te trgovine i druge radnje u vlasništvu Srba.

#### Politika novog kursa
S dolaskom tzv. politike novog kursa događa se zaokret prema hrvatsko-srpskoj suradnji u svrhu borbe za zajedničke interese, što je potvrđeno Zadarskom rezolucijom 1905., kad je hrvatska oporba (oporba protiv mađaronske vlade) pristala na široke ustupke što se tiče zastava, obrazovanja, naziva jezika i ravnopravnosti Srba. Stvorena je Hrvatsko-srpska koalicija, a srpski političar Svetozar Pribićević postaje njen istaknuti čelnik. Politika HSK temeljila se na suradnji s Ugarskom, talijanaškim strankama u Dalmaciji te srpskima u Hrvatskoj i Slavoniji, jamčeći široke ustupke što se tiče srpske manjine u Hrvatskoj. 25. veljače 1907. Frano Supilo prenio je riječi dr. Lovre Montija o općoj hrvatsko-srpskoj suradnji: "Sa Srbima možemo mnogo, bez Srba malo, a protiv Srba ništa".
Kako će se poslije u doba osnivanja Države Slovenaca, Hrvata i Srba po raspadu Austro-Ugarske Carevine 1918. godine pokazati, srpskom političkom vodstvu na čelu sa Svetozarom Pribičevićem je paktiranje s hrvatskim političarima nakon Zadarske rezolucije imalo svrhu uključivanje u jednu južnoslavensku politiku koja će u pogodnim okolnostima moći privući područja Hrvatske i BiH u državnu zajednicu sa Srbijom: pri tome je Svetozar Pribičević još u članku "Misao vodilja Srba i Hrvata" iz 1897. godine objavio svoju programatsku ideju da su Srbi i Hrvati - jedan narod s dva imena.
U političkom životu Kraljevine Hrvatske, Slavonije i Dalmacije Srbi su imali nerazmjerno veliku ulogu. Izborne jedinice nisu bile ujednačene po stanovništvu, već skrojene po želji vlade, koje su nastojale onemogućiti hrvatske nacionaliste jačanjem malobrojnijih Srba - kako to i inače običavaju činiti strani vladari koji provode "podijeli pa vladaj" politiku. Tako je primjerice na izborima 1913. Hrvatska pučka seljačka stranka s 12.917 glasova dobila tek 3, a Srpska samostalna stranka s 11.704 glasača čak 17 zastupničkih mandata. Zastupnici Mišćević, Pribićević, Krajnović i Budisavljević - njih četvorica - zajedno su dobili 1.062 glasa, što im je omogućilo četiri saborska mandata, za razliku od pravaša M. Uroića, koji je osvojio 1.138 glasova i nije osvojio mandat. Djelovanje političara iz srpskih redova je nekada bilo sukladno interesima Hrvatske i Hrvata, ali se ponude hrvatskim interesima ne uvijek sklonih politika Beča i Pešte isto nisu odbijale - uostalom su i mnogi Hrvati također spremno surađivali u raznim mađaronskim politikama.
Austrijska vlada je - kako ne bi uspio hrvatsko-srpski politički dogovor - poticala protusrpsko raspoloženje u Hrvatskoj (tu su s vlastima surađivali Frankovci,  koji su smatrali Srbe i Srbiju potencijalno najvećim problemom za hrvatske probitke), a pokrenula je i montirane procese kako bi oslabila HSK:  Friedjungov proces 1908. i Veleizdajnički proces 1909. godine. Na suđenju u Friedjungovom procesu je dokazano da su optužbe utemeljene na lažnim i krivotvorenim dokumentima, dok je među nekim okrivljenim Srbima u Veleizdajničkom procesu ipak bilo velikosrpskih agitatora i protudržavne djelatnosti. Po popisu 1910., na teritoriju Kraljevine Hrvatske i Slavonije živjelo je 644.955 Srba, koji su činili 24,5% stanovništva (tu je bio obuhvaćen i istočni Srijem, koji danas više nije dio Hrvatske, a u kojemu je bio znatniji udio Srba). U Kraljevini Dalmaciji 1900. živjelo je oko 95.000 Srba te su činili 16% stanovništva.

### Prvi svjetski rat
Odmah po izbijanju rata zabranjene su sve organizacije i udruge koje je vlast smatrala naklonjenima Srbiji ili južnoslavenskoj ideji. Frankovci su iskoristili pojedine provokacije sa srpske strane te ozračje i ogorčenost naroda nakon sarajevskog atentata da iniciraju protusrpske demonstracije. Nakon što je bačen kamen na povorku sa slikom Franje Ferdinanda, demolirane su radnje u vlasništvu Srba u Zagrebu te kavane i okupljališta projugoslavenskih političara. Napadnuti su i saborski zastupnici Hrvatsko-srpske koalicije (HSK). S druge strane, socijaldemokratska stranka je održala skup na kojem je osuđeno protusrpsko raspoloženje. Istodobno s velikim protusrpskim neredima u Beču, Budimpešti i teškim izgredima u BiH, u kojima je bilo mrtvih i ranjenih, i u drugim hrvatskim gradovima je došlo do sukoba s jugoslavenski orijentiranim građanima i udrugama, a pogotovo prema srpskim društvima i klubovima, kao u Dubrovniku, gdje je nastradalo srpsko društvo "Dušan Silni". Veliki neredi zabilježeni su i u Zadru, Konavlima, gdje su paljene srpske zastave, i Metkoviću. U Đakovu i Slavonskom Brodu nemiri su poprimili razmjere u kojima je zatražena intervencija vojske. U Petrinji je uveden policijski sat, a redarstvo je imalo pune ruke posla i u Bjelovaru i Virovitici. U Vukovaru i Zemunu redarstvo je uspjelo spriječiti veće sukobe. Većina Srba u Hrvatskoj je s odobravanjem dočekala vijest o ubojstvu Franje Ferdinanda i supruge, a ponegdje su zabilježene i teže provokacije, poput isticanja slika kralja Petra, veselja, vrijeđanja i slavlja. U Zadru je uhićeno 14 Srba zbog slavljenja atentata. Tijekom rata mnogi istaknuti političari iz redova Srba su bili progonjeni i uhićeni, a neki su emigrirali.

### Kraljevina SHS/Jugoslavija
Stvaranjem Kraljevine SHS dolazi do jačanja veza Srba u Hrvatskoj i BiH sa Srbijom. Nakon što su odmah po kraju I. svjetskog rata 1918. godine srpski pravoslavni episkopi žustro prionuli potpunom ujedinjavanju svih pravoslavaca u novoj državi (ne obazirući se uopće na želje Makedonaca i Crnogoraca, koje srpski episkopi uostalom i nisu smatrali zasebnim narodima), 1920. godine je Carigradska patrijaršija napokon službeno priznala autokefalnost Srpske pravoslavne crkve, koja je obuhvatila svih 46,1 posto stanovnika nove države, koji su bili pravoslavne vjeroispovijesti. Srpska pravoslavna crkva preuzela je i imovinu Bukovinsko-dalmatinske metropolije, koja je dotad bila pod vrhovnom crkvenom vlašću Carigradske patrijaršije, a sjedište je imala u Bukureštu. Preuzete su i imovine Dalmatinsko-Istarske i Bokokotorsko-Dubrovačke eparhije.
Odmah nakon 1918. organizirano je doseljavanje Srba iz Srbije na područje Hrvatske, osobito na područje Srijemske i Ličko-krbavske županije. Relativni je rast udjela Srba zabilježen u Virovitičkoj (porast od 35%), Srijemskoj i Modruško-riječkoj županiji, ponajviše zbog kolonizacije srpskih solunskih dobrovoljaca u Slavoniji tijekom agrarne reforme, organizirane od strane vlasti. Tako je na područjima agrarnih ureda u Osijeku i Vukovaru podignuto po 25 naselja za dobrovoljce na koje je naseljeno 8.000 obitelji.
U novoj državi, nastojali su Srbi vrlo uporno uspostaviti svoju hegemoniju (smicalicama u državnim financijama i gospodarstvu, izrazitim favoriziranjem Srba u vojnim i policijskim snagama, diplomaciji i javnoj upravi, naposljetku grubim korištenjem policijskih snaga),  te su odnosi Srba s praktično svim drugim zajednicama bili konstantno loši. Osobito su konstantno loši bili odnosi s Hrvatima, kao drugom najbrojnijom, a po gospodarskoj i drugoj snazi barem ravnom etničkom zajednicom, stalno prijetili raspadom države.
Režim je poticao uključivanje Srba u Hrvatskoj u četnička udruženja, te je početkom 1935. godine samo na području Savske banovine bilo 114 mjesnih četničkih pododbora.
Iako je glavnina stranaka Srba u Hrvatskoj godinama surađivala s HSS-om u borbi protiv centralizma, 1927. stvarajući veliku Seljačko-demokratsku koaliciju, prilikom uspostave Banovine Hrvatske 1939. dio Srba pokazuje nespremnost na život u državi u kojoj su većina Hrvati. Uslijedila su i traženja za pripajanjem ličkih i kordunskih kotareva većinski srpskoj Vrbaskoj banovini.

### NDH
Nakon uspostave NDH, ustaški su dužnosnici odmah počeli davati oštre izjave protiv Srba, a ubrzo su počeli i prvi progoni. Srpska narodna manjina stavljena je izvan zakona, iako je dio uglednih Srba isprva nudio suradnju novoj vlasti. Već tijekom prvih mjeseci donesene su brojne zakonske odluke koje su bile usmjerene protiv Srba: otkazi iz javnih službi, morali su napustiti sjeverni dio Zagreba, Zagrebom su se mogli kretati samo danju, određeno je da moraju nositi oznake sa slovom "P" za pravoslavni, naziv vjere je promijenjen iz srpsko-pravoslavna u grčko-istočna, zabranjena je ćirilica. Počelo se s popisivanjem Srba kako bi se potom lakše deportirali u Srbiju. Oko 175.000 Srba iz NDH je završilo u Srbiji tijekom prve dvije godine. Iz Hrvatske je organizirano deportirano 15.266 Srba. Ustaška politika terora (maltretiranja, progoni, masovna ubojstva, rasni zakoni, prisilna pokrštavanja) pojačala je otpor kod lokalnih Srba. Manji dio ih se priklonio ekstremnim nacionalistima i rojalistima četnicima, a veći dio ih se na početku rata priključio partizanima. 1941. i 1942. većina partizana na području današnje Hrvatske bili su Srbi, da bi se njihov postotak počeo smanjivati većim pristupanjem Hrvata te je 1944. iznosio 28,6%.
Nakon proglašenja NDH izbilo je nekoliko srpskih pobuna. Prvi incident u uvjetima opće anarhije dogodio se 12. travnja u Gračacu pod vodstvom pripadnika bivše žandarmerijske postaje. Na ovu pobunu komunisti nisu imali nikakav utjecaj, a sudjelovali su isključivo Srbi pod četničkim vodstvom. 27. srpnja izbila je pobuna u Srbu, Donjem Lapcu, Drvaru i Bosanskom Grahovu, pri čemu su počinjeni pokolji u Drvaru i Bosanskom Grahovu. Pobunu su organizirali četnici Draže Mihailovića, kojima su pripadali ondašnji vodeći srpski komunisti tih krajeva, radi stvaranja Velike Srbije po Moljevićevu projektu. U isto vrijeme, četnici uz podršku talijanske vojske preuzimaju kontrolu nad širokim područjem sjeverne Dalmacije. U Istočnoj Hercegovini započinje ustanak Srba - ponekad zvan Vidovdanski ustanak, makar su oružani sukobi počeli čak 3 tjedna prije Vidovdana 28. lipnja 1941. godine - nakon kojega četnici u suradnji s talijanskom vojskom preuzimaju kontrolu i nad tim područjem.
Stanovita promjena odnosa prema Srbima u NDH nastupila je u proljeće 1942. na njemačko traženje, jer su Nijemci uvidjeli da je politika terora i represije prema Srbima jačala pobunu, koja je vezivala više njemačkih vojnika u NDH. Tako je osnovana Hrvatska pravoslavna crkva, Srbi su uključeni u domobranske radne postrojbe. Prestalo se s progonom Srba u Nedićevu Srbiju, a napuštena je i politika nasilnog tzv. prekrštavanja. No, pobuna je već toliko odmakla da ove mjere nisu značajnije utjecale na nju. Vlasti NDH su početkom 1942. počele sklapati sporazume s četničkim postrojbama kako bi se izbjegli međusobni sukobi i koordinirale akcije protiv partizana.
Vladimir Žerjavić na temelju demografskih izračuna i sustavnog pregleda brojnih dokumenata, procjenjuje ukupne srpske žrtve u NDH (dakle, na području širem od današnje Hrvatske) na 335.000, od čega su 217.000 žrtve fašističkog terora (većinom pobijeni od ustaša). Ustaše su, od dosad identificiranih zločina, odgovorni za stradanje 39.822 srpske civilne žrtve s područja današnje RH. Od te brojke, u logorima je stradalo 26.350 Srba iz Hrvatske.
Među 155.142 osoba koji su u poimeničnom popisu provedenom 1950. godine popisani kao pali borci NOVJ ili žrtve fašizma, Srbi su sudjelovali u daleko većem postotku, nego što su sudjelovali u stanovništvu. Od ukupnih 155.142 takvih žrtava, bilo je Srba čak 84.709. Udio Srba palih na antifašističkoj strani bio bi još i veći, da vlasti nisu bile odlučile žrtvama fašizma pribrojiti sve poginule u (uglavnom savezničkim) zračnim bombardiranjima, njih 6.422. Hrvati su prevladavali među palim borcima i žrtvama fašističkog terora jedino na područjima uz Jadran, koja su do 1943. godine kontrolirali Talijani uz podršku četnika - tu je zapravo poginulo približno dvije trećine svih Hrvata s područja Narodne Republike Hrvatske, popisanih kao žrtve na antifašističkoj strani (komunističke vlasti su se pridržavale odluke, da vojnike i civile poginule na neprijateljskoj strani ne popisuju).
Ubrzo nakon Drugog svjetskog rata, udio Srba je u Hrvatskoj bio ponešto opao, zbog kolonizacije na imanja Folksdojčera u Vojvodini: među 9.279 obitelji s 52.868 članova koje su iz Hrvatske odselile za Vojvodinu, bilo je ukupno samo 7.134 Hrvata.

### Socijalistička Jugoslavija
Nakon Drugog svjetskog rata i teških stradanja, Srbi su u Ustavu NR Hrvatske 1947. (članak 11.) potvrđeni kao potpuno ravnopravni s Hrvatima, dok su u 2. članku spominje "bratsko jedinstvo Hrvata i Srba u oslobodilačkoj borbi". Ustavom SR Hrvatske iz 1974. posebno su spomenuti već u prvom članku. 
| Socijalistička Republika Hrvatska je nacionalna država hrvatskog naroda, država srpskog naroda u Hrvatskoj i država drugih naroda i narodnosti koje u njoj žive.— Ustav SR Hrvatske, članak 1., 1974. |

No, usto je izričito navedeno da je Hrvatska nacionalna država samo hrvatskog naroda, dok je za ostale narode država, s time da su Srbi bili posebno spomenuti.
| ...utvrđeno je da je hrvatski narod zajedno sa srpskim narodom i narodnostima u Hrvatskoj...izvojevao...u zajedničkoj borbi sa drugim narodima i narodnostima Jugoslavije u NOR-u i socijalističkoj revoluciji...nacionalnu slobodu, te uspostavio svoju državu - SR Hrvatsku.— Ustav SRH, Osnovna načela, odlomak I, 1974. |

| Stanovništvo 1931. – 1991. | Stanovništvo 1931. – 1991. | Stanovništvo 1931. – 1991. | Stanovništvo 1931. – 1991. |
| Godina                     | Broj Srba                  | Udjel                      | Ukupno                     |
| -------------------------- | -------------------------- | -------------------------- | -------------------------- |
| 1921.                      | 584.058                    | 16,94%                     | 3.447.594                  |
| 1931.                      | 636.518                    | 16,81%                     | 3.785.455                  |
| 1948.                      | 545.686                    | 14,54%                     | 3.753.524                  |
| 1953.                      | 591.534                    | 15,03%                     | 3.936.019                  |
| 1961.                      | 624.935                    | 15,02%                     | 4.159.696                  |
| 1971.                      | 626.789                    | 14,16%                     | 4.426.221                  |
| 1981.                      | 531.502                    | 11,55%                     | 4.601.469                  |
| 1991.                      | 581.663                    | 12,16%                     | 4.784.265                  |

Srbi u Hrvatskoj bili su predstavljeni u upravi, policiji i gospodarstvu nerazmjerno svom udjelu u stanovništvu, osobito u službama sigurnosti. Iako su činili 11,5% stanovništva Hrvatske, 1984. Srbi su činili 49,9% milicije u Hrvatskoj, uz mnoge druge Srbe koji su se izjašnjavali kao Jugoslaveni.
1945./6. pristupilo se saveznoj kolonizaciji Vojvodine, Srijema, Baranje i Bačke. S područja NR Hrvatske dobrovoljno je migriralo oko 11.000 obitelji (s prosječno oko 6 članova), od kojih su skoro 9/10 bili Srbi, najviše iz Like i s Korduna. Nije istraženo koliko je od ukupno 162.447 Srba doseljenih tada u Vojvodinu bilo iz reda onih koji su tijekom II. svjetskog rata bili protjerani ili izbjegli s područja NDH u Srbiju. Popis stanovništva iz 1948. godina će zabilježiti pad udjela Srba u stanovništvu sa 16,81%, koliki je bio 1931.godine, na 14,54% - što približno odgovara tom odljevu stanovništva u Vojvodinu.
U isto vrijeme je bilo i slučajeva naseljavanja Srba iz Hrvatska u obližnjim selima i gradićima gdje su Hrvati stradali tijekom Drugog svjetskog rata, a preživjeli protjerani bez mogućnosti povratka. Takvi primjeri su Zrin, Gvozdansko, Španovica, Udbina itd.
Od 1971. godine se ipak bilježi konstanti pad udjela Srba u stanovništvu Hrvatske, kako je opadalo stanovništvo u ruralnim područjima Like, Korduna, Banovine i Sjeverne Dalmacije - tzv. pasivnim krajevima koje su Srbi uglavnom naseljavali. Premda je ukupni udio Srba u stanovništvu Hrvatske opadao, bilježio se pad njihovog udjela u stanovništvu hrvatskih gradova (često kao vojno, policijsko i upravno osoblje). Postojao je i trend povremenog doseljavanja Srba na područja Hrvatske uz Jadran, gdje su Srbi iz drugih dijelova Jugoslavije gradili vikendice. U nekim slabije razvijenim dijelovima Hrvatske povećan je udio Srba stoga što su Hrvati češće iseljavali iz države iz ekonomskih i političkih razloga.
Makar se u komunističkoj Jugoslaviji nastojalo "koliko je moguće" izaći u susret interesima nesrpskih naroda - koji su dobili svoje federalne jedinice i nacionalne institucije - napetost u hrvatsko-srpskim odnosima je bila stalna. Svaki izraz hrvatskog nacionalizma smatrao se protudržavnim, na što je hrvatska elita reagirala dugotrajnom tzv. hrvatskom šutnjom, gdje se za hrvatske interese smjelo raditi, ali ne o njima i govoriti. Kada se ta šutnja nakratko prekinula u vrijeme Hrvatskog proljeća, hrvatske ustanove su nastojale njegovati dobre odnose sa Srbima, što je međutim bilo teško zbog protivnih utjecaja SKD Prosvjeta, srpskih generala u JNA (gen. Vidović i dr.) te raznih emisara iz drugih dijelova Jugoslavije koji su stvarali netolerantno ozračje prema Hrvatima. Svaki spomen hrvatstva napadan je kampanjama stigmatiziranja, koje su uključivale klevete o stvaranju nove NDH, aludiranja na ustaške ratne zločine, potpirivali su ustaničko raspau Hrvatskoju Srbima i, prijetili Hrvatima. Čelnike Hrvatskog proljeća se pogrdno nazivalo ustašama, makar je među njima bilo mnogo komunista. Tražilo se autonomiju Korduna, Banije, Like i sjeverne Dalmacije. Nažalost, ta kampanja polučila je plod kod većine hrvatskih Srba, unatoč tome što su se hrvatske ustanove, poput Matice hrvatske, demokratično odnosile prema Srbima iz Hrvatske, kojih je nemali broj surađivao u Matičinim glasilima.

### Domovinski rat
| Srbi u Hrvatskoj po popisu iz 1991. |  | Srbi u Hrvatskoj po popisu iz 1991. |
| Srbi u Hrvatskoj po popisu iz 1991. |  | Tzv. Republika Srpska Krajina       |

U ozračju porasta srbijanskog nacionalizma i trvenja između republika u Jugoslaviji, 8. srpnja 1989. u Kninu je održan miting Srba s brojnim četničkim znakovljem i zazivanjem intervencije JNA, jer da su navodno Srbi u Hrvatskoj ugroženi.
S dolaskom višestranačja, osnivaju se i prve etničke srpske stranke u Hrvatskoj, od kojih je najveći bio SDS, sklon velikosrpskom nacionalizmu. Ubrzo se kao vođe pokreta Srba u Lici, sjevernoj Dalmaciji, Kordunu i Podunavlju profiliraju ekstremisti koji zazivaju oružanu pobunu, nasilje prema Hrvatima te odbijaju priznati izbore i legalnu hrvatsku vlast. Napetosti rastu pobjedom HDZ-a i Franje Tuđmana na izborima u travnju 1990., jer su u programu imali uspostavu samostalne Hrvatske.
SDS Jovana Raškovića odbija sudjelovati u radu Sabora u svibnju 1990. Pojedini istaknuti srpski političari i znanstvenici, poput Sime Rajića i Jovana Bamburača, pozivali su na mir, suživot i smirivanje strasti. 17. kolovoza 1990. počinje tzv. Balvan-revolucija. Stvoreno je i Srpsko narodno vijeće, a za predsjednika je izabran Milan Babić, kninski stomatolog. Proglašenje novog hrvatskog ustava u prosincu 1990., u kojem su Srbi svrstani u nacionalne manjine, iskorišteno je kao dokaz neprijateljstva Hrvata prema Srbima. Pod utjecajem velikosrpske propagande i uz podršku i kontrolu Srbije, uspostavljaju se srpske autonomne oblasti, koje prerastaju u Republiku Srpsku Krajinu. JNA dijeli vojno naoružanje Srbima u Hrvatskoj da ih drže po kućama, a u proljeće 1991. izbio je otvoreni rat i agresija, u kojemu je JNA uspostavila vojnu kontrolu na većini područja Republike Hrvatske s većom koncentracijom Srba. Potom se čitave postrojbe JNA s kompletnim naoružanjem, materijalnim sredstvima i zapovjednim kadrom dodjeljuju da djeluju kao Srpska vojska Krajine, koja će sve do kraja Domovinskog rata djelovati uz opskrbu i pod efektivnim zapovijedanjem iz Srbije.  S područja RSK bilo je prognano gotovo sve nesrpsko stanovništvo - preko 170.000 ljudi, a zbog učestalog granatiranja područja Hrvatske uz "granice" RSK, moralo se i iz njih evakuirati desetke tisuća stanovnika. Srbi koji su na tom području ostali, uglavnom su disciplinirano poštivali vlast tzv. Republike Srpske Krajine, a oni u dobi prikladnoj za vojnu službu su mahom bili uključeni u oružane postrojbe i sudjelovali u ratovanju protiv Hrvatske.
Hrvatsku su prije početka velikosrpske agresije u velikom broju napustile obitelji časnika JNA srpske nacionalnosti, kao i brojni građani srpske nacionalnosti koji se nisu slagali s novim poretkom u Hrvatskoj, već su -ponegdje u organizaciji JNA - otišli u Srbiju, BiH, Crnu Goru ili na područja pod nadzorom pobunjenih Srba iz Hrvatske. U slučajevima nekih naselja mješovitog nacionalnog sastava, srpsko se stanovništvo iselilo "upravo uoči terorističkoga ili vojnoga napada na ta mjesta".
Dio Srba je ostao živjeti na području pod kontrolom hrvatskih vlasti. Iako je dosad neutvrđen točan broj, između 9 i 20 tisuća Srba branilo je Hrvatsku u redovima HV-a i MUP-a. Zabilježeni su slučajevi u kojima su hrvatski Srbi stradali zajedno sa sumještanima Hrvatima nakon pada naselja u ruke paravojnih snaga pobunjenih Srba.
Dijelom zbog straha od "izdajnika" ili "snajperista" te općenite ratne psihoze i porasta netrpeljivosti zbog ratnih stradanja, mnogi Srbi koji su ostali na području pod kontrolom hrvatskih vlasti bili su šikanirani i diskriminirani. Dio djece iz mješovitih brakova se osamostaljenjem Hrvatske, u ratnoj klimi, izjasnio kao Hrvati - u suprotnosti s dotadašnjom neobičnim pravilom da se djeca iz hrvatsko-srpskih brakova odrasla u Hrvatskoj izjašnjavaju kao Srbi.[nedostaje izvor]
Prema podatcima organizacije "Veritas" iz Banja Luke (riječ je o organizaciji s prilično jasnim antihrvatskim stavom, pa se u Republici Hrvatskoj njeni podatci uzimaju s rezervom), tijekom Domovinskog rata je na području RH (kako onom pod kontrolom legalnih vlasti iz Zagreba, tako i onih kojima je tijekom rata efektivno upravljala samoproglašena "Republika Srpska Krajina") evidentirano ukupno 5.186 poginulih na srpskoj strani; daljnjih 1.948 osobe se na dan 20. veljače 2014. god. vodilo u kategoriji "nestali", jer za njih nije činjenica smrti utvrđena s potpunom sigurnošću. Od poginulih na srpskoj strani, bilo je 90% muškaraca i 10% žena; 75% poginulih su bili vojnici i policajci (ako se među žrtve uračunaju i nestali, vojnici i policajci u ukupnom broju sudjeluju sa 63%). Ovi "Veritasovi" podatci su podložni kritikama, te je osobito vrlo vjerojatno da je među 1.773 žrtava koje se iskazuju za vrijeme kada je 1995. godine područje tzv. RSK stavljeno pod nadzor hrvatskih vlasti među poginule ubrojen i stanoviti broj osoba koja su umrle od bolesti ili prirodnom smrću.
Nakon i tijekom hrvatskih vojnih operacija Bljesak i Oluja, najveći dio srpskog stanovništva tzv. RSK (150-200.000 ljudi) organizirano je i planski napustio Hrvatsku.

#### Organizirana evakuacija tijekom operacije Oluja
Par godina prije ("predbjeglice") te tijekom čitavog rata Srbi su napuštali svoje domove u Hrvatskoj i odlazili u Srbiju, BiH, Crnu Goru ili udaljene zemlje, nastojeći uspostaviti egzistenciju izvan područja ratovanja. No, najveće masovno iseljavanje Srba iz Hrvatske zbilo se tijekom operacije Oluja.
Srbi su iseljeni po naređenju vlade "Republike Srpske Krajine" za evakuiranje civila s područja pogođenih vojnim djelovanjima, izdanom 4. kolovoza 1995. Tumačeći goleme demografske promjene nastale povodom Domovinskog rata, valja prepoznati da Srpski odlazak nije bio stihijski, nego planiran već početom druge godine rata, kad je međunarodna zajednica priznala Hrvatsku u avnojskim granicama te je velikosrbima bilo očigledno da ne će biti ništa od međunarodnog priznanja osvajanja hrvatskih teritorija. "Već početkom 1992. Srbi su zaključili da treba provesti istragu "pod kojim uslovima, zbog kojih razloga i po čijoj naredbi" je izvršeno "iseljavanje stanovništva" s područja zapadne Slavonije. Vidljivo je da se ne govori o "protjerivanju" koje su proveli Hrvati, nego o "iseljavanju", za koju je netko na srpskoj strani trebao preuzeti odgovornost. Ubrzo je postalo jasnim da vlastodršci RSK nisu pokazivali spremnost da dozvole ostanak Srba na bilo kojem podruju koje dođe pod kontrolu legitimnih vlasti Republike Hrvatske. Na provođenju mjera evakuacije u Krajini posebno je radila Civilna zaštita. Djelokrug njezina rada bio je definiran još 21. ožujka 1992., kada je Skupština "RSK" donijela "Zakon o odbrani"" Republički štab civilne zaštite RSK 14. lipnja 1993. uputio je dopis Vladi "RSK" i Ministarstvu za energetiku "RSK" u kojem moli da se u skladu s procjenom o eventualnoj "ponovnoj agresiji" na "RSK" hitno osigura potrebna količina motornog goriva za izvršavanje evakuacije civilnog stanovništva, ako ona bude potrebna,  Štab Civilne zaštite općine Benkovac je krajem 1994. izdavao potvrde za izdavanje goriva za potrebe evakuacije. Odmah po početku te opercije "Bljesak" vlasti "RSK" pokrenule su organiziranu evakuaciju srpskog stanovništva iz zapadne Slavonije, i 1. svibnja 1995. Republički štab civilne zaštite "RSK" svim je regionalnim štabovima civilne zaštite uputio naredbu, u skladu sa stanjem koje je nastalo hrvatskom "agresijom" na zapadnu Slavoniju. U skladu s takvim razvojem stanja trebalo je aktivirati sve regionalne i općinske štabova civilne zaštite, uvesti njihova trajna dežurstva i poduzeti sve potrebne mjere za provođenje zaštite i spašavanja, s težištem na "sklanjanju, evakuaciji i zbrinjavanju stanovništva". Već između 9 i 10 sati ujutro 1. svibnja srpsko stanovništvo u zapadnoj Slavoniji obaviješteno je da se "priprema za evakuaciju", a u 13 sati istog dana ona se počela i provoditi.
Do organizirane evakuacije po unaprijed planiranim pravcima je došlo kada vojna pomoć koja je "Krajini" ranije bila od Srbije obećavana nije stigla. Vojnici su u velikom dijelu također napustili bojne redove i zajedno sa stanovništvom krenuli prema Bosni i Hercegovini i potom u Srbiju. Babić, načelnik Republičkoga štaba Civilne zaštite, poduzeo je sve potrebne mjere kako bi pravovremene pripreme, kako samih djelatnika Civilne zaštite, tako i civilnoga stanovništva, bile učinjene. Ljude koji su odlučili ostati kod kuće, Civilna je zaštita također uputila i pripremila im potrebna sredstva za sklanjanje u blizini vlastitih kuća. Ljude koji su odlučili ostati u svojim kućama obilazili su djelatnici Civilne zaštite, lokalnih vlasti i vojske SVK-a. Oni su ljudima govorili da „bježe“ prema Srbu jer dolaze „ustaše“ izazivajući na taj način paniku i strah kod ljudi. Ti su ljudi nakon takvih upozorenja također odlučili otići. Posljedično, ljudi su se međusobno poticali da odu od svojih kuća. Iako nije utvrđeno tko je i kada izdao zapovijed za povlačenje postrojbi SVK-a u BiH, razvidno je da je rukovodstvo SVK-a unaprijed isplaniralo povlačenje svojih postrojbi, vojne opreme i mehanizacije preko državne granice i dogovorilo predaju istog s Vojskom Republike Srpske. Po dolasku u BiH, unatoč spomenutoj podršci RS-a, ljudima nije bilo omogućeno da ostanu privremeno, nekoliko dana, i kada se situacija smiri, da se vrate svojim kućama. Naprotiv, ljudi su morali napustiti i područje Republike Srpske i otići u Srbiju. Vrlo mali broj ljudi ostao je na području Republike Srpske.
Rezolucijom Vijeća sigurnosti br. 1009 od 10. kolovoza 1995. godine, Ujedinjeni narodi su oštro osudili granatiranje civilnih ciljeva tijekom akcije Oluja, izrazili "duboku zabrinutost zbog teške situacije osoba prognanih iz svojih domova" i tražili od vlade Hrvatske zaštitu civila, njihove imovine i kažnjavanje počinitelja zločina.
Tijekom Oluje predsjednik RH uputio je Srbima poziv na ostanak i mnogi su ga Srbi poslušali i mnogi su ga htjeli poslušati. Neke od onih koji su uporno htjeli ostati, usmrtili su do danas nepoznati počinitelji s velikosrpske strane, u vrijeme dok hrvatske snage nisu niti bile došle do tih Srba. Poslije je bilo i slučaja ubojstava Srba koje su počinili hrvatski pojedinci; hrvatsko je pravosuđe promptno procesuiralo te slučaje.

### Stanje nakon operacije "Oluja"
Nakon operacije Oluja bilo je masovne paleži, a na nekim mjestima ubojstava srpskih civila. Državno odvjetništvo Republike Hrvatske bilo je optuživano da se ne procesuiraju ratni zločini počinjeni tijekom operacije Oluja i nakon nje. DORH je te optužbe u potpunosti odbacio, argumentirajući da je povodom kaznenih djela počinjenih tijekom Oluje i (uglavnom) u razdoblju nakon nje podneseno 6.390 prijava protiv poznatih i nepoznatih osoba. Među tim osobama prijavljeno je 439 pripadnika oružanih snaga. Do konca studenoga 2012. osuđeno je bilo 2.380 osoba. Većina postupaka odnosila se na djela protiv imovine, masovne paleži. Također su izricane presude "protiv života i tijela, ubojstva i kvalificirana ubojstva", od kojih je dio kvalificiran kao "ubojstava iz koristoljublja", a u manjem broju za ratne zločine.
Organizacije za zaštitu ljudskih prava, poput Human Rights Watch-a, su i tijekom naredne 1996. godine slale izvješća, u kojima su pisale da su hrvatske oružane snage činile masovne ratne zločine ("skupna pogubljenja, nasilna odvođenja, mučenja i druga fizička zlostavljanja, palež, krađu i razaranja čitavih sela") koji su, uz rijetke izuzetke, ostali nekažnjeni. Takve su ocjene dalje širili mediji iz zemalja nesklonih Hrvatskoj, organizacije, političari koji su se protivili hrvatskim oslobodilačkim akcijama i hrvatskoj neovisnosti, koji su nerijetko prešućivali velikosrpske zločine. Pritom su i međunarodne organizacije i mediji nerijetko preuzimale i prenosile netočne brojke. Iz brojki zapravo proizlazi da je hrvatsko pravosuđe promptno reagiralo na događaje koji su slijedili vojnoredarstvene akcije Bljesak i Oluje; OESS je u Izvješću za 2005. primjerice prenio brojke iz izvješća glavnog državnog odvjetnika RH za 2001. godinu, prema kojima je za zločine na bivšem podruju RSK podneseno ukupno 3.970 prijava i doneseno 1.492 osuđujućih presude; protim navodeći da su "zločini počinjeni tijekom oslobodilačkih operacija Oluje i Bljeska". Zamjenici glavnog državnog odvjetnika RH Petar Pulišelić i Slavko Zadnik, naprotiv, istaknuli su da se radilo o zločinima nakon tih akcija HV-a.
Hrvatski predsjednik Franjo Tuđman je 26. kolovoza 1995. godine pozvao Hrvate da "ne uništavaju kuće Srba, koji su otišli, jer to je sada hrvatska imovina", najavljujući da se mora smjestiti 380.000 hrvatskih prognanika i izbjeglica "u domove, kuće i imanja, koja su ostala, koja su na hrvatskoj zemlji i koja su vlasništvo hrvatskog naroda, hrvatske države". U područja RH oslobođena u akciji Oluja je vlada hrvatskog predsjednika Franje Tuđmana narednih mjesaeci počela organizirano naseljavati izbjeglice hrvatske nacionalnosti iz BiH, gdje su vlasti Republike Srpske - izvan bilo kakvih ratnih operacija - provele zadnje masovno protjerivanje Hrvata u vremenu nakon akcije Oluja.
U godinama nakon završetka rata, oko 133.000 Srba se vratilo u Hrvatsku; među povratnicima je bio veći broj starijih ljudi, dok su se mlađe obitelji s djecom rjeđe vraćale.

### Položaj Srba u Hrvatskoj danas
Srbi u Hrvatskoj danas čine po brojnosti najveću nacionalnu manjinu, čiji pripadnici čine približno 4,4 posto stanovništva Hrvatske. Uživaju kulturnu autonomiju i prava sukladno Ustavu, Ustavnom zakonu o pravima nacionalnih manjina iz 2002. godine i drugim zakonskim propisima i međunarodnim sporazumima. Brojni Srbi su eksponirani u javnosti, ima ih dosta među socijalno uspješnima i među osobama na visokim javnim funkcijama.

## Kultura
Pri Srpskom kulturnom društvu Prosvjeti djeluje Središnja knjižnica Srba u Hrvatskoj.
Dani srpske kulture su manifestacija koja se održava od 2006. godine. Temeljem prava kao nacionalna manjina, kroz svoje udruge i kulturna društva, Srbi u Republici Hrvatskoj iz proračuna godišnje (podatci za 2011. godinu) primaju 11 milijuna kuna.

## Šport
Od 2016. godine postoji Nogometna reprezentacija Srba iz Hrvatske.

## Poznati Srbi u Hrvatskoj
- Nikola Tesla - jedan od najvećih znanstvenika uopće
- Milutin Milanković - znanstvenik, astronom
- Josif Rajačić - karlovački patrijarh, ustoličio Josipa Jelačića za bana 1848. (u odsutnosti biskupa Jurja Haulika)
- Mila Dimitrijević - glumica
- Srećko Bijelić - političar, sudionik Hrvatskog proljeća
- Đorđe Pribičević - odvjetnik, sveuč. profesor, (1994. obnašao dužnost posebnoga savjetnika predsjednika RH)[109]
- Pero Kvrgić (po majci Slovenac)[110] - glumac
- Milan Đukić - političar, zastupnik u Hrvatskom saboru
- Svetozar Kurepa - istaknuti znanstvenik, matematičar, profesor emeritus Prirodoslovno- matematičkog fakulteta u Zagrebu
- Božidar Petranović ↓1 - preporoditelj Srba u Dalmaciji
- Baltazar Bogišić [nedostaje izvor] - znanstvenik i političar
- Slavko Ćuruvija - srpski novinar i izdavač
- Arijan Komazec - košarkaš[111]
- Svetozar Pribićević - srpski političar u Hrvatskoj u Austro-Ugarskoj i Kraljevini SHS, od 1927. suradnik Stjepana Radića
- Jovan Rašković - psihijatar, ideolog pobune Srba u Hrvatskoj
- Stanko Stojčević - političar, predsjednik Predsjedništva CK SKH
- Dušan Popov[112] - dvostruki agent tijekom 2. svjetskog rata
- Marko Car - košarkaš[111]
- Živko Juzbašić - sudionik NOB, (ministar u Vladi nacionalnog jedinstva, 1991. – 1992.)[113]
- Dušan Dragosavac - političar, sudionik NOB
- Milan Rešetar ↓2 - filolog i književni povjesničar
- Pero Budmani ↓3 - jezikoslovac i književnik[111]
- Medo Pucić ↓4 - književnik i političar
- Siniša Mihajlović ↓5 - športaš (nogomet) - izbornik nogometne reprezentacije Srbije, nogometni trener
- Vladan Desnica - književnik
- Pavle - Patrijarh srpski
- Rade Končar - narodni heroj Jugoslavije, strijeljan od talijanskih fašista 1942.
- Jasna Šekarić (r. Brajković) - športašica (streljaštvo)
- Jelena Dokić - športašica (tenis)
- Josip Runjanin ↓7 - skladatelj[111]
- Simo Matavulj - pisac, akademik Srpske kraljevske akademije[111]
- Arsen Dedić[114] - kantautor i skladatelj
- Grigor Vitez[111][115] - dječji književnik
- Gojko Ajduković - liječnik (osobni liječnik predsj. SFRJ Josipa Broza Tita, 1974. – 1980.)
- Jovan Sundečić - pjesnik, diplomat
- Rade Šerbedžija - glumac, redatelj i scenski umjetnik
- Nives Celzijus - hrvatska pjevačica, model i spisateljica rođena kao Nives Zeljković
- Đokica Milaković - filmski glumac
- Nikola Plećaš - športaš, (košarka)
- Predrag Stojaković - športaš, (košarka)
- Gajo Petrović - filozof, sveučilišni profesor i logičar
- Jovan Stanisavljević Čaruga - najpoznatiji zelenokaderaš i odmetnik
- Jovanka Broz (r. Budisavljević) - supruga Josipa Broza Tita
- Vladimir Matijević  - trgovac, osnivač "Privrednika"[116]
- Vojin Bakić - kipar
- Slobodan Uzelac - političar, sveučilišni profesor defektologije
- Željko Jovanović - političar, liječnik
- Milanka Opačić - političarka
- Marina Miletić - športašica (odbojka)
- Dušan Bogdanović - športaš (košarka)[117]
- Đorđe Ocić - književnik
- Živojin Vračarić - športaš (odbojka)
- Božidar Damjanović Benedikt - pisac i redatelj
- Adam Pribićević - političar i publicist
- Jovan Četirević Grabovan - slikar ikona, oslikao je mnoge pravoslavne crkve u Hrvatskoj i šire

### Napomene
1. ↑1  - Obraćao se narodu (mahom Srbima) u svom izbornom govoru u Kninu kao Hrvatima, govoreći "mi smo Hrvati".[118][119]
2. ↑2  - Mijenjao nacionalno izjašnjavanje kroz vrijeme, pa se poslije izjašnjavao Jugoslavenom.
3. ↑3  - Talijanskog podrijetla.
4. ↑4  - Vidjeti izjašnjavanje njegovog brata.
5. ↑5  - Majka Hrvatica.[120]
6. ↑6 ,↑6a  - U svome životopisu, Crtice moga života, u nekoliko navrata o sebi govori kao o Hrvatu.[121]
7. ↑7  - Njegova kćerka Wilhelmina u nekoliko navrata izjavila je kako je Runjanin Hrvat.[122]